# Audemus jura nostra defendere

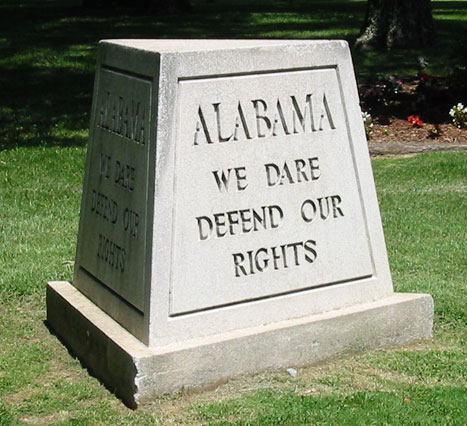
Marcador cerca de Huntsville, Alabama

Audemus jura nostra defendere (latín:Nos atrevemos a defender nuestros derechos o Nos atrevemos a mantener nuestros derechos) es el lema estatal de Alabama, representado en una cinta de oro debajo del escudo de armas y completado en 1923.
Su fuente original se encuentra en las líneas de Una oda a la imitación de Alceo (publicado en 1781), conocido también por su primera línea, "¿Qué constituye un Estado?") por el filólogo liberal inglés del siglo XVIII Sir William Jones, que incluye las líneas
Los hombres, que conocen sus deberes,
Y conocen sus derechos, y, conociéndolos, se atreven a mantenerlos,
Evitan el golpe a ellos dirigido,
Y aplastan al tirano, mientras desgarran la cadena: [...]
Las palabras fueron ajustadas por la directora de los Archivos Estatales, Marie Bankhead Owen, y traducidas al latín por el Dr. W. B. Saffold, de la Universidad de Alabama.